# Textura aberta do direito
A textura aberta do direito pode ser entendida como uma indeterminação linguística presente nos sistemas jurídicos, mais especificamente nas normas jurídicas, ou seja, existe textura aberta no direito quando a linguagem jurídica não se apresenta clara, lançando dúvida sobre a sua aplicação no caso concreto.  
É importante esclarecer que a textura aberta é uma característica inerente da linguagem e não apenas das normas. 

## As Interpretações de Textura Aberta na Teoria do Direito
Na Teoria do Direito quem primeiro utilizou o termo Textura Aberta foi o autor H. L.A. Hart. Para Hart, existem casos em que as regras jurídicas não são claras e revelam-se indeterminadas em certo ponto que surge uma dúvida quanto à sua aplicação. 
Ou seja, o conteúdo das normas se esforça para ser bem amplo com a finalidade de abarcar o maior número de ações humanas possíveis, porém, existem casos, em que a linguagem demonstra uma falha que faz com que o aplicador tenha dificuldade em aplicar as normas.
Um exemplo bem interessante que Hart utiliza para explicar a questão da textura aberta é a placa de proibida a entrada de veículos no parque.
A primeira questão que nos vem à cabeça é: porque será que é proibida a entrada de veículos no parque? Que fato aconteceu para que não fosse mais permitida a entrada de veículos no parque?
A segunda questão é: o que a Administração do parque entende por veículo? Um patins é um veículo? Uma bicicleta é um veículo? Um carrinho de brinquedo é um veículo? 
Neste caso a textura aberta se dá pela indeterminação da regra: o que a Administração do parque entende por veículo? Mesmo sendo uma regra simples (É proibida a entrada de veículos no parque), o poder discricionário que foi deixado pela linguagem pode ser muito amplo, de qualquer forma que, a aplicação da regra pode, na verdade, constituir uma escolha, ainda que possa não ser arbitrária ou irracional. 
Ou seja, a Administração do parque pode, de acordo com a sua escolha entender que é veículo apenas aqueles que dotados de motor, com placa e que são utilizados como meio de transporte.
Para Dworkin, constata-se a existência da textura aberta do direito quando em um texto da Lei são observados: ambiguidade, obscuridade e termos abstratos. 

## Implicações importantes da textura aberta no direito
De acordo com a Teoria de Hart, diante desta margem de dúvida, caberá ao juíz interpretar a regra da forma que julgar mais apropriada ao caso concreto com o qual estiver lidando. 
E como cabe ao juiz, muitas vezes, direcionar o sentido da regra para os casos concretos, pode-se dizer que nestas ocasiões o Juiz exerce discricionariedade.

## Embate Hart X Dworkin
Hart e Dworkin divergem bastante no que se refere ao modo de superar a textura aberta do direito.
Para Hart, ao ser verificada a textura aberta do direito e não existindo outra norma na qual possa o legislador recorrer, cabe ao aplicador do direito resolver o caso em questão por meio de sua discricionariedade. . 
Dworkin rejeita a teoria de que o direito não poderia resolver as lacunas nas normas. Dworkin entende que no caso de serem constatados casos difíceis, estes podem ser resolvidos com a utilização de princípios. 